# Palm Pre
De Palm Pre is een smartphone die ontwikkeld is door Palm. Het heeft een multi-touchscreen en een uitschuifbaar toetsenbord. De mobiele telefoon is op 6 juni 2009 in de VS uitgebracht en maakt gebruik van het WebOS, een besturingssysteem dat gebaseerd is op Linux.
Palm kondigde de Pre aan op de Consumer Electronics Show (CES). Het was de eerste mobiele telefoon die gebruikmaakte van de toen nieuwe Texas Instruments OMAP3430-processor.

## Hardware

### Scherm en invoer
De Pre heeft een capacitief touchscreen van 3,1 inch met een resolutie van 320 x 480 (HVGA). De Pre heeft een uitschuifbaar toetsenbord in qwerty-indeling wat in portretmodus (rechtop) werkt. In "landschapsmodus" (Landscape Mode) is invoer met dat toetsenbord niet zo handig omdat het dan aan de rechterkant (of linkerkant) van de telefoon zit op zijn kant. Wel zijn dan natuurlijk drukknoppen of weblinks op het scherm goed te klikken met de vinger.

### Camera
De Pre heeft een 3 megapixelcamera zonder autofocus, wel een ledflits.

### Connectiviteit
De Pre ondersteunt GSM, UMTS, HSDPA en kan ook gebruikmaken van wifi en bluetooth. Daarnaast is A-GPS ondersteund.

### Opslag
De Pre heeft een intern geheugen van 8 gigabyte. De Pre heeft geen uitbreidbaar geheugenslot.

### Webbrowser
De webbrowser van WebOS is een WebKit-gebaseerde browser. Dit betekent dat alle webpagina's er ongeveer hetzelfde uit zullen zien als in Safari, de browser van Apple voor Mac en iOS.

## Software
De Palm Pre heeft een eigen besturingssysteem, webOS. Het maakt gebruik van Linux met daar bij een eigen grafische interface. WebOS is een zeer geavanceerd systeem wat heel intuïtief werkt en multitasking op zeer mooie wijze ondersteunt. Elke toepassing krijgt een eigen kaart op het scherm, men kan tussen verschillende programma's wisselen door tussen de kaarten heen en weer te bladeren.